# Logorroe
Logorroe (afgeleid van het Oudgriekse λόγος, woord en ῥεῖν, stromen) is de medische benaming voor het symptoom waarbij een patiënt vanwege een gestoord taalbegrip in een verhoogd tempo, in normale intonatie, allerlei woorden en zinsdelen aaneenschakelt, zonder dat daarin enig verband te vinden is. Het treedt op bij patiënten met een sensorische afasie (een vorm van taalgebrek waarbij de patient niet begrijpt wat er gezegd wordt), veroorzaakt door een laesie in het gebied van Wernicke, in de temporale kwab, het taalgebied in de hersenen. De patiënt begrijpt dan anderen, maar ook zichzelf niet en kan derhalve zijn woordenstroom niet corrigeren. Logorroe kan echter ook optreden bij psychiatrische patiënten die een manische, paranoïde of schizofrene episode doormaken. Logorroe wordt ook wel aangeduid met het Duitse woord Wortsalat (woordsalade).